# Los prisioneros (Goya)
Los prisioneros es una serie de tres estampas al aguafuerte de Francisco de Goya, que no están fechadas, pero se creen realizadas entre 1810 y 1815. Sus títulos hacen referencia al tema ilustrado de la crítica a la tortura judicial: Tan bárbara la seguridad como el delito, La seguridad del reo no exige tormento y Si es delincuente que muera presto.
Se las considera o bien precedentes o bien culminación de la serie Los desastres de la guerra. Esta deducción se debe a que ejemplares de estos tres grabados, junto con uno de la estampa titulada El Coloso (realizada entre 1810 y 1818), formaban parte de un álbum de Los desastres de la guerra que poseyó Ceán Bermúdez, y que actualmente se conserva en el British Museum de Londres. Los tres grabados de los prisioneros no se encuadernaron con los demás, sino que se pegaron. Los títulos de los tres prisioneros constan escritos a lápiz por el propio Goya en los ejemplares londinenses. El primero de los grabados se conoce también como Pequeño prisionero por su formato menor a los otros dos.
Aunque están asociados a Los desastres, de hecho no pertenecen a tal serie ni por formato (vertical, 110 x 85 o 117 x 85 mm —la huella— 250 x 190 mm —el papel—) ni por estilo; y se las ha considerado como antecedentes de los dibujos de locos que realizó en Burdeos. En cuanto a la técnica del trabajo al aguafuerte se aprecia similar a la de los Desastres titulados Estragos de la guerra (n.º 30) y Y no hai remedio (n.º 15), lo que ha permitido datarlos en fechas similares.

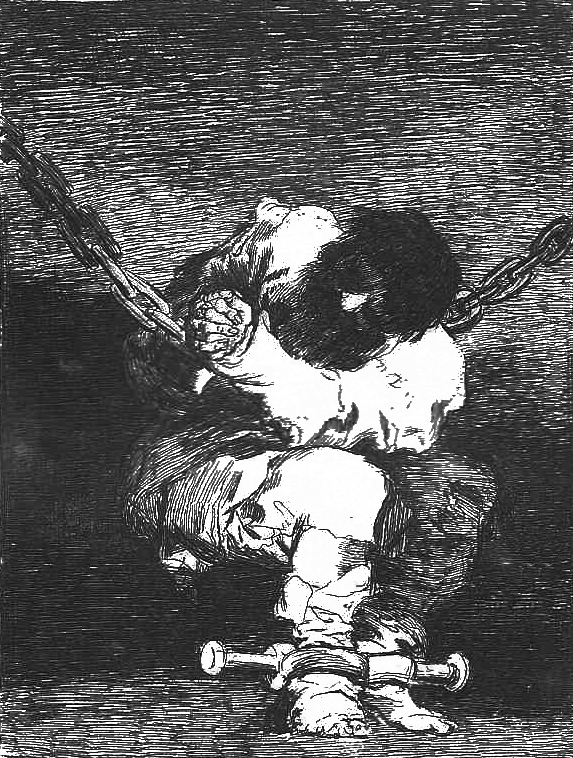
Tan bárbara la seguridad como el delito, también llamado Pequeño prisionero
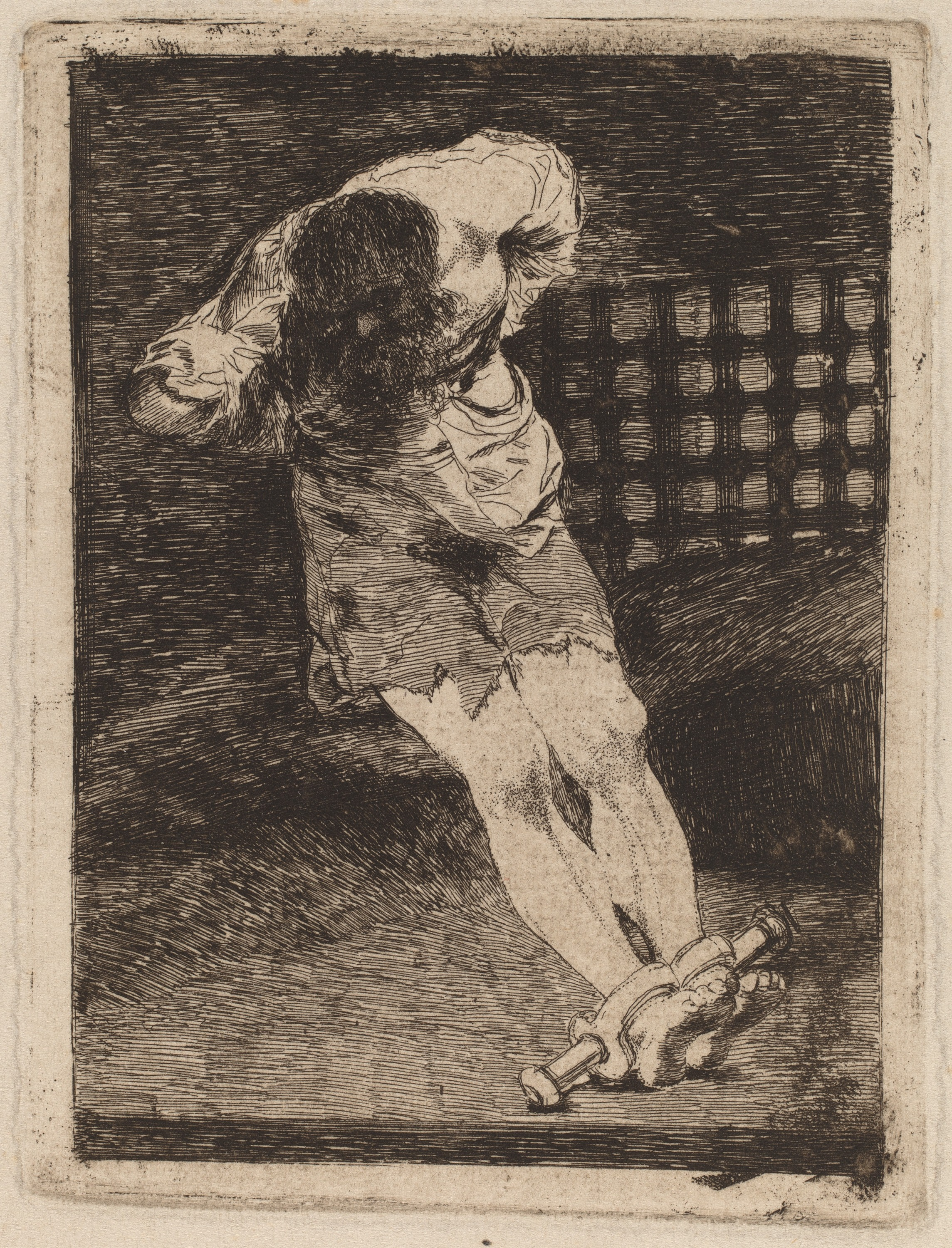
La seguridad de un reo no exige tormento.
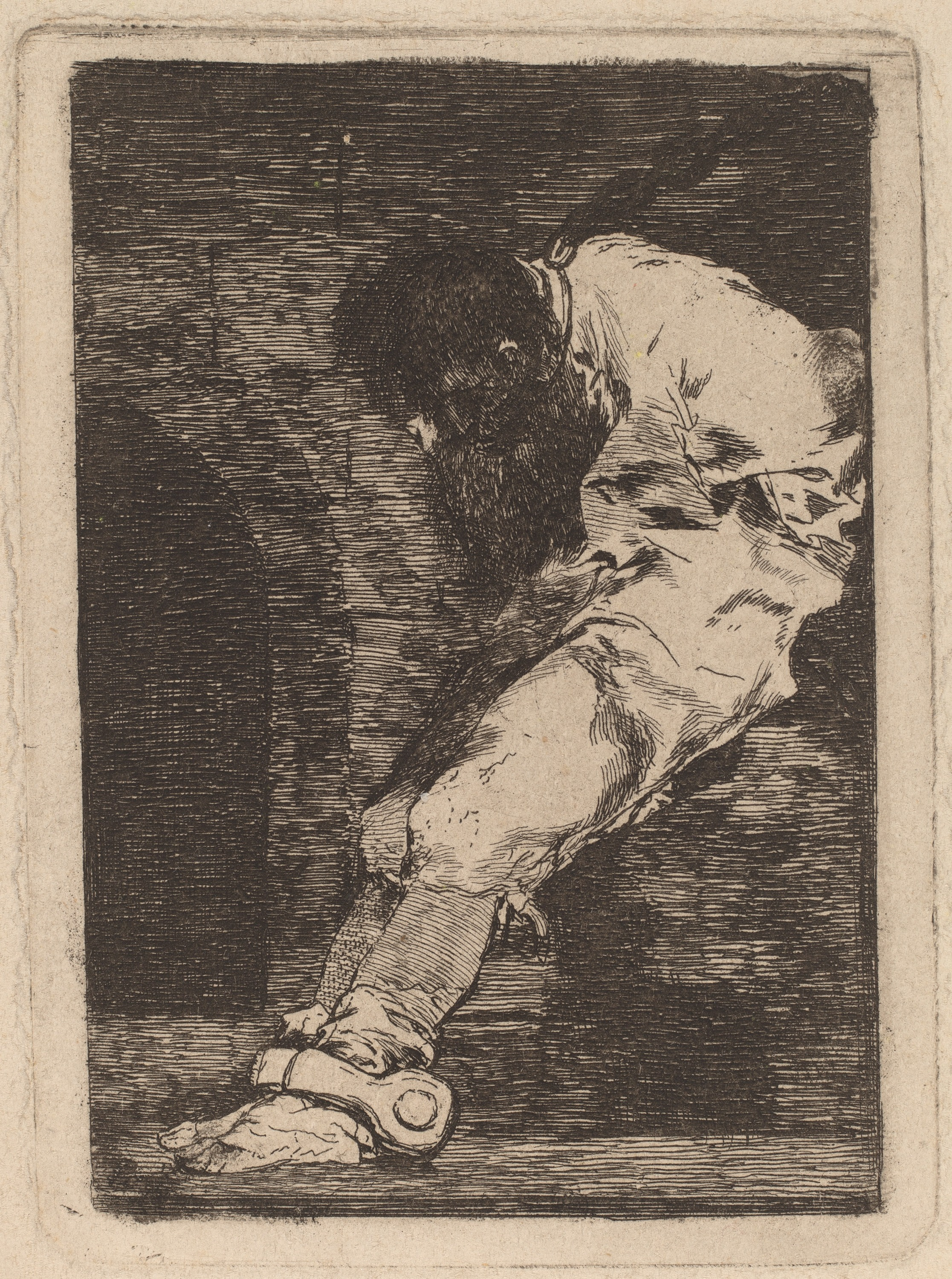
Si es delincuente que muera presto.

## Dibujos preparatorios
Para el grabado Tan bárbara la seguridad como el delito: Prisionero encadenado, sentado (Museo del Prado), «pluma y aguada, tinta parda»; y Silueta de prisionero encadenado de frente (Museo del Prado), «aguada de tinta parda sobre trazos de sanguina y lápiz negro», ca. 1815.
Para el grabado La seguridad de un reo no exige tormento: Prisoner in chains («prisionero encadenado»), Convict («convicto»), aguada, La seguridad de un reo no exige tormento (Museum of Fine Arts, Boston). Para el grabado Si es delincuente, que muera presto: Prisionero encadenado, sentado de perfil a la izquierda (Museo del Prado), «aguada de tinta parda sobre trazos de sanguina y lápiz negro».